# 太田市立休泊中学校
太田市立休泊中学校（おおたしりつ きゅうはくちゅうがっこう）は、群馬県太田市にある公立中学校。また、この学校は転校生や中学受験で合格を勝ち取った生徒を除いた全生徒が太田市立休泊小学校からの持ち上がり。2024年度、13の学級があり、330人の生徒、25人の教職員が所属している。

## 所在地
- 〒373-0806 群馬県太田市龍舞町3867番地2

## 歴史
太田市立休泊中学校は昭和22年、山田郡休泊村立休泊中学校として開校した。

## 目標[3]

### 学校教育目標
- 進んで学び　自ら考える生徒
- 心豊かで　思いやりのある生徒
- 健康で　ねばり強い生徒

### 学校経営上の3つの柱
- 【安心・安全・信頼】

　　→安心・安全で信頼される学校づくり
- 【主体的な学び】

　　→主体的な学びを重視した、生徒に力（非認知能力、学力、体力）をつける教育。
- 【活力あふれる学校】

　　→笑顔と活力あふれる教職員による、笑顔と活力あふれる学校づくり

### スローガン
あいさつ　清掃　ボランティア

## 学区
- 龍舞町1区[4]
- 龍舞町2区
- 龍舞町3区
- 龍舞町竜内
- 沖之郷町
- 茂木町（太田市立韮川小学校、太田市立城東中学校の選択も可能）[5]
- 下小林町1区（太田市立韮川小学校、太田市立城東中学校の選択も可能）
- 下小林町2区
- 八重笠町

## 部活動

### 運動部
- 軟式野球部（男子）
- サッカー部（男女）
- バスケットボール部（男子・女子）
- バレーボール部（女子）
- ソフトテニス部（男子・女子）
- 柔道部（男女）
- 剣道部（男女）
- 陸上部（男女）

柔道部は関東大会出場　※全国大会出場経験あり
男子バスケットボール部、男子ソフトテニス部（個人）、剣道部（個人）、陸上部は県大会出場

### 文化部
- 吹奏楽部（男女）

美術部（男女）

## 学校行事
- 4月：始業式、入学式、実力テスト、全国学力・学習状況調査（3年）
- 5月：授業参観、中間テスト、壮行会、市中体連総合体育大会、生徒総会
- 6月：市中体連総合体育大会、修学旅行（3年、京都・奈良）、校外学習（2年、東京）、期末テスト、壮行会
- 7月： 林間学校（1年、榛名）、県中体連総合体育大会、終業式
- 8月：関東大会、全国大会、登校日
- 9月：始業式、実力テスト、市中体連新人大会
- 10月：体育祭、市中体連駅伝、中間テスト、県中体連新人大会、生徒会選挙、進路説明会（3年）、合唱コンクール
- 11月：保育実習（2年）、学校公開、期末テスト、県中体連新人大会、職場体験（2年）、関東駅伝
- 12月：アンサンブルフェス、終業式
- 1月：始業式、実力テスト（1，2年）
- 2月：期末テスト（3年上旬、1，2年下旬）、授業参観（1，2年）、入学説明会
- 3月： 卒業式、修了式

## 学校周辺
- 太田市立休泊小学校
- ぐんま国際アカデミー初等部・中等部・高等部
- 東武小泉線：竜舞駅
- 群馬県立太田工業高等学校
- イオン太田ショッピングセンター
- SUBARU